# Калмыков, Дмитрий Андреевич
Дмитрий Андреевич Калмыков (род. 28 февраля 1992 года, Волгоград) — российский легкоатлет, специализирующийся в метании диска и толкании ядра. Трёхкратный чемпион Сурдлимпийских игр (2013, 2017), многократный чемпион мира, Европы и России в толкании ядра и метании диска (спорт глухих). Мастер спорта России международного класса. Заслуженный мастер спорта России (2013).

## Биография
Дмитрий Андреевич Калмыков родился 28 февраля 1992 года в Волгограде. Тренировался в СДЮСШОР № 10 и ЦСП АВС г. Волгограда под руководством Владимира Овчинникова.
В 2013 году победил на Сурдлимпийских играх в Софии в двух дисциплинах — метании диска и толкании ядра.
За это достижение в том же году ему было присвоено почётное звание «Заслуженный мастер спорта России».
Также Дмитрий периодически участвует в различных российских соревнованиях без ограничений по слуху, таких как: Всероссийская летняя универсиада 2014 года, Всероссийские соревнования по метаниям «Богатырь» 2017 года и других. Чемпион России по длинным метаниям среди молодежи 2014 года.
В 2017 году на Сурдлимпийских играх в Самсуне победил в толкании ядра и стал бронзовым призёром в метании диска.